# Echinorhynchus brayi
Echinorhynchus brayi is een soort haakworm uit het geslacht Echinorhynchus. De worm behoort tot de familie Echinorhynchidae. Echinorhynchus brayi werd in 1999 beschreven door Matthew T. Wayland, Christina Sommerville & David I. Gibson.